# Fjodor Wassiljewitsch Kretschetow
Fjodor Wassiljewitsch Kretschetow (russisch Фёдор Васильевич Кречетов, wiss. Transliteration Fëdor Vasil'evič Krečetov; geb. 1743 im Dorf Borschtschewo, Ujesd Sewsk, Gouvernement Orjol; gest. um 1807 in Perm) war ein russischer Freidenker, der als der erste russische Konstitutionalist (perwy russki konstituzionalist) bezeichnet wurde.

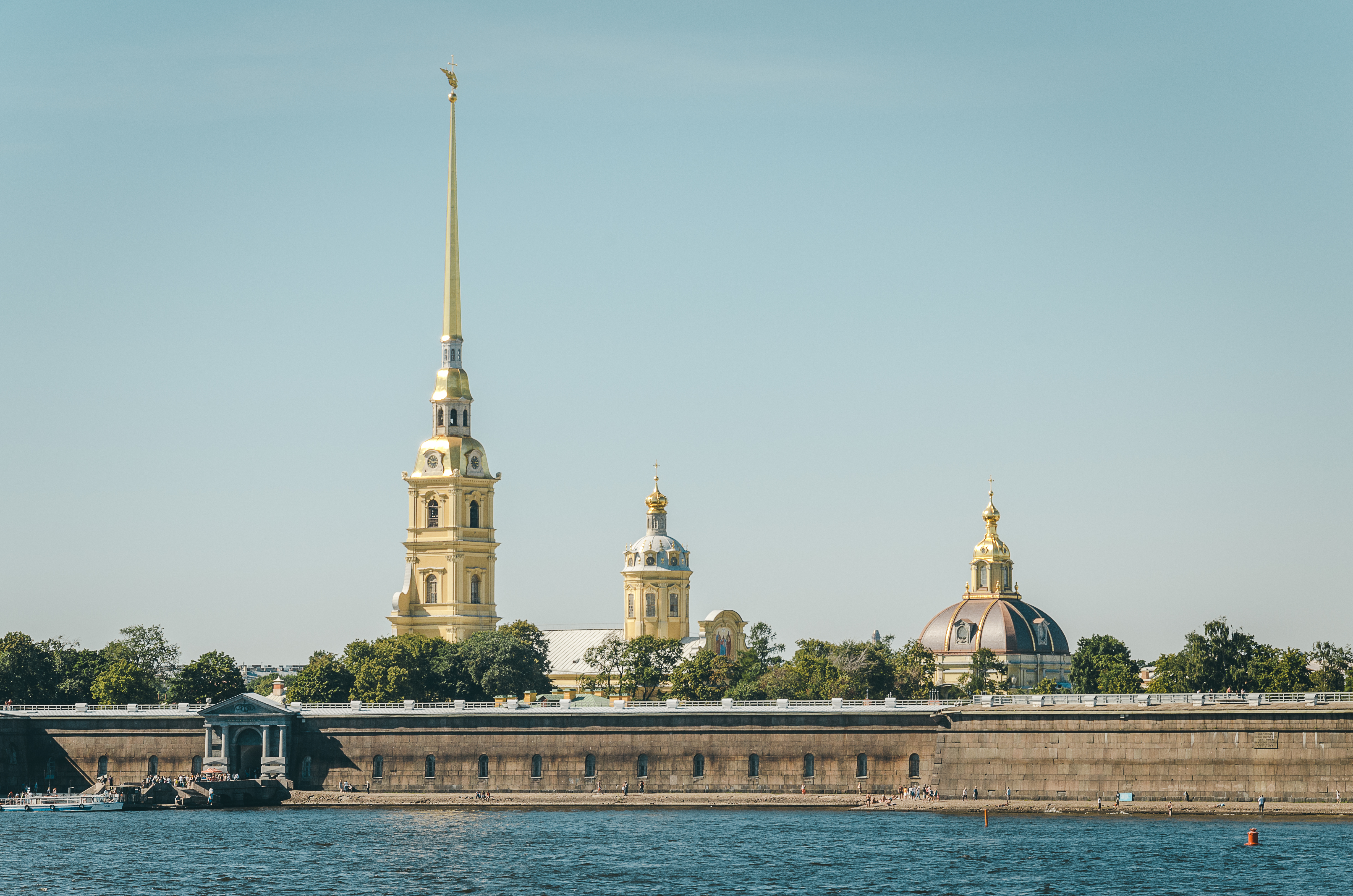
Peter-und-Paul-Festung in St. Petersburg – der Ort, an dem sich die Geheimkanzlei (Tainaja kanzeljarija) befand

## Leben
Der 1743 im Gouvernement Orjol geborene Kretschetow war ein Pädagoge und eine Persönlichkeit des öffentlichen Lebens, der eine Zeitlang im Militär diente, im Rang eines Leutnants. Seine öffentliche Tätigkeit begann Mitte der 1780er Jahre. Im Jahr 1785 gründete er eine geheime Aufklärungsgesellschaft. Er forderte einem Artikel von L. B. Swetlow zufolge die Einschränkung der Autokratie, die Gleichheit der Bürger, die Reform des Hofes, die Redefreiheit, die Gleichberechtigung der Frauen und die vollständige Verbreitung des Wissens im Volk.
Der Name Kretschetow ist heute aufgrund verschiedener Umstände nicht so bekannt, was seine Rolle bei der Entwicklung des gesellschaftlichen Denkens im 18. Jahrhundert jedoch nicht schmälert. Der pensionierte Leutnant arbeitete weiter an dem Versuch einer Verbesserung der Zustände in seinem Lande und versuchte, diesbezüglich auch schriftstellerisch hervorzutreten.

Katharina II. (1780er-Jahre)

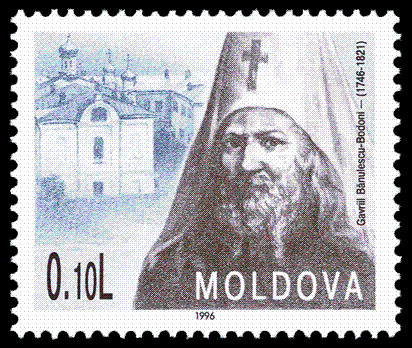
Metropolit Gabriel (Briefmarke von Moldawien, 1996)

Er verbarg seine ablehnende Haltung gegenüber der Autokratie und persönlich gegenüber der russischen Kaiserin Katharina II. (1729–1796) nicht, und insbesondere nicht gegenüber dem Metropoliten Gavriil Bănulescu-Bodoni (1746–1821), und er geriet zunehmend in Konflikt mit den Autoritäten. Er wurde einer der berühmten Insassen des Alexei-Ravelins (des westlichen Außenwerks (Ravelin) der Peter-und-Paul-Festung in Sankt Petersburg) und dann der Festung Schlüsselburg, Gefängnisse für Personen, die der zaristischen Regierung – die sich zu seiner Zeit auch vor möglichen Auswirkungen der Französischen Revolution ängstigte – besonders gefährlich erschienen. Erst nach der Thronbesteigung Kaiser Alexanders I. wurde er freigelassen.
In ihrem Buch 100 welikich usnikow (100 große Gefangene) widmet die Autorin Nadeschda Ionina dem Ersten russischen Konstitutionalisten ein Kapitel. Darin beschreibt sie eine Situation in einem Verhör vor der Geheimkanzlei (Tainaja kanzeljarija), dem politischen Untersuchungs- und Gerichtsorgan im Russland des 18. Jahrhunderts, nachdem ein Papier von ihm gefunden wurde, in dem er über seine Absicht schrieb, „die Größe der Taten von Peter III. zu erklären“ (objasnit welikost del Petra III):

„- Welche großen Taten von Peter III. sind Ihnen bekannt? - wurde F. Kretschetow gefragt, und er antwortete, dass er neben dem Dekret über die Freiheit des Adels auch das Dekret der Synode, dass die Angeklagten nicht von demjenigen vor Gericht gestellt werden sollten, gegen den sie sich beschweren, als eine große Tat dieses Kaisers ansieht.
- Sie schrieben: "Es ist sehr vernünftig, dass Jesus Christus als der Herrscher des gesamten Menschengeschlechts anerkannt wird und dass aus seiner Lehre ein ewiges Gesetz gemacht wird. Was meinen Sie mit diesen Worten? Wir haben außer Christus auch Monarchen, d.h. autokratische gekrönte Häupter.
- Nein", antwortete F. Kretschetow, "ich würde meinen, Jesus Christus allein als Monarch anzuerkennen, und die gekrönten Häupter betrachte ich nur als Hüter des Gesetzes und dessen Vollstrecker.“